# Condé-Folie
Condé-Folie és un municipi francès situat al departament del Somme i a la regió dels Alts de França. L'any 2007 tenia 843 habitants.

## Demografia

### Població

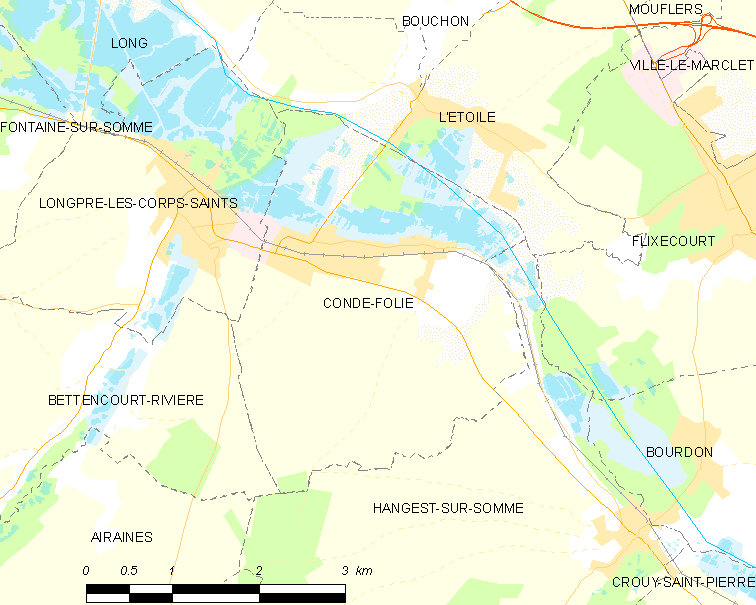

El 2007 la població de fet de Condé-Folie era de 843 persones. Hi havia 337 famílies de les quals 91 eren unipersonals (28 homes vivint sols i 63 dones vivint soles), 123 parelles sense fills, 115 parelles amb fills i 8 famílies monoparentals amb fills.
La població ha evolucionat segons el següent gràfic:
Habitants censats

### Habitatges

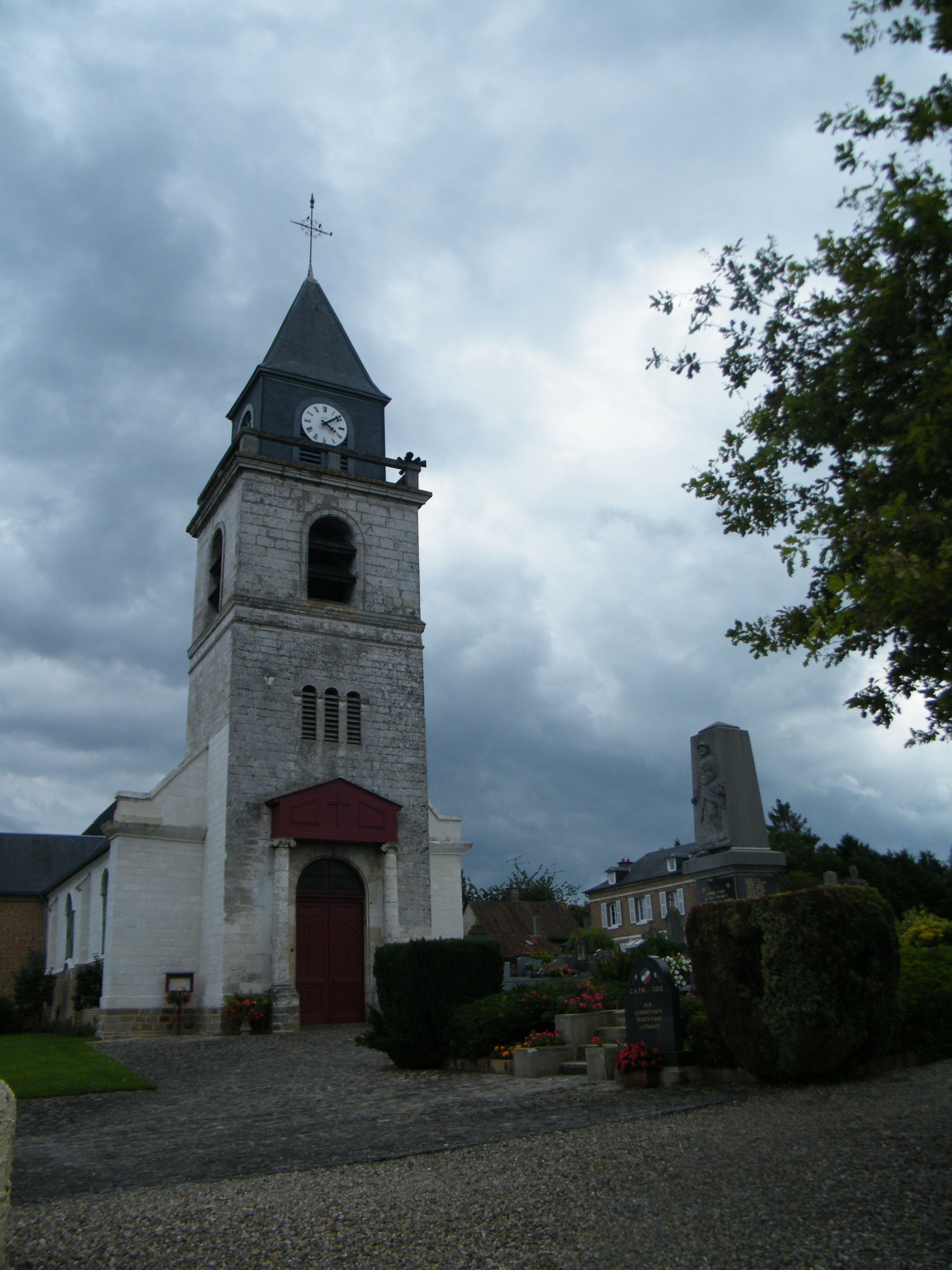

El 2007 hi havia 432 habitatges, 345 eren l'habitatge principal de la família, 72 eren segones residències i 15 estaven desocupats. 408 eren cases i 13 eren apartaments. Dels 345 habitatges principals, 278 estaven ocupats pels seus propietaris, 57 estaven llogats i ocupats pels llogaters i 9 estaven cedits a títol gratuït; 1 tenia una cambra, 16 en tenien dues, 64 en tenien tres, 96 en tenien quatre i 167 en tenien cinc o més. 206 habitatges disposaven pel capbaix d'una plaça de pàrquing. A 174 habitatges hi havia un automòbil i a 120 n'hi havia dos o més.

### Piràmide de població

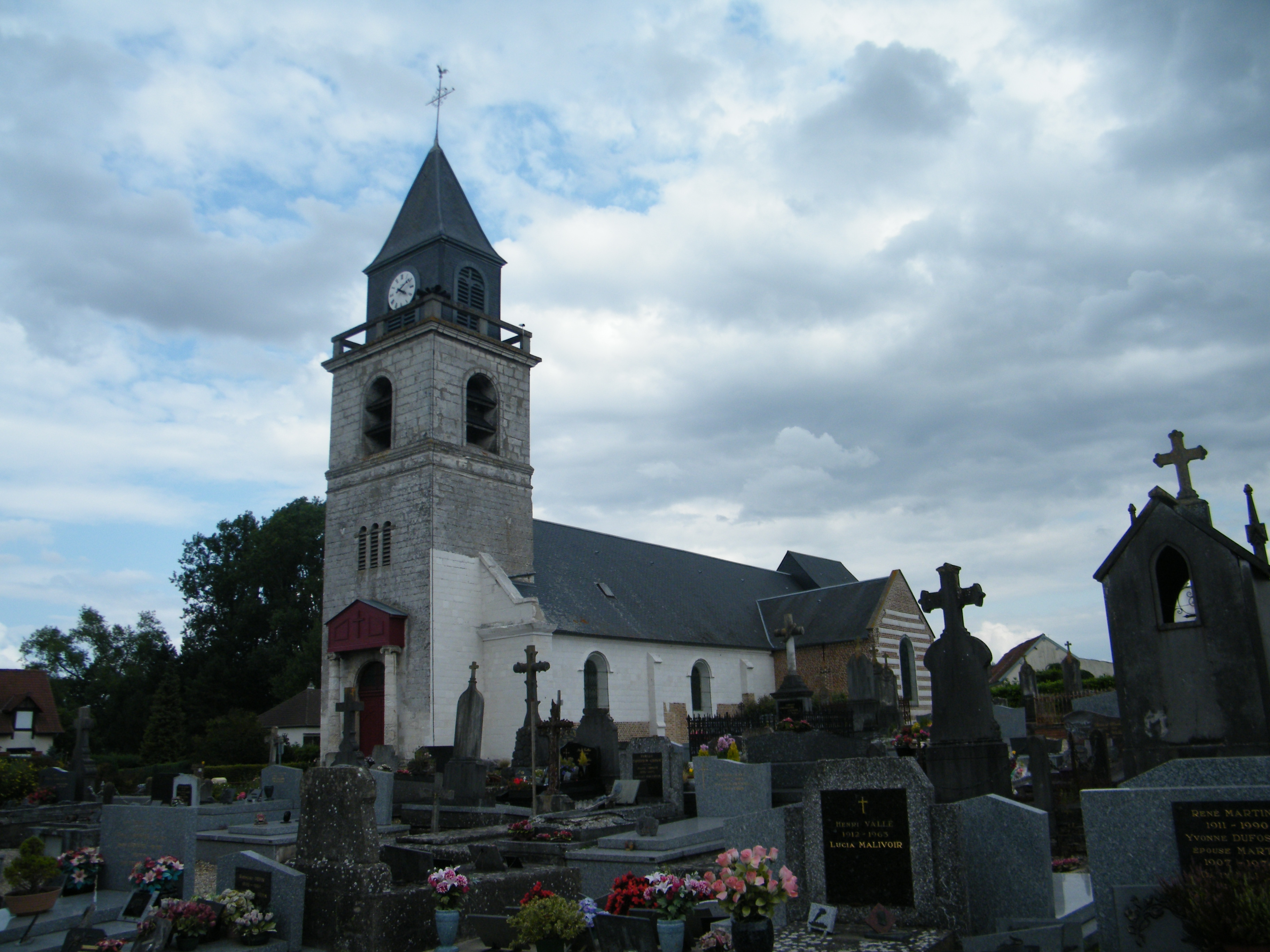

La piràmide de població per edats i sexe el 2009 era:
| Homes | Edats   | Dones |
| ----- | ------- | ----- |
| 0     | 95 o +  | 0     |
| 0     | 90 a 94 | 0     |
| 4     | 85 a 89 | 8     |
| 12    | 80 a 84 | 12    |
| 16    | 75 a 79 | 24    |
| 8     | 70 a 74 | 24    |
| 28    | 65 a 69 | 20    |
| 36    | 60 a 64 | 32    |
| 24    | 55 a 59 | 12    |
| 24    | 50 a 54 | 36    |
| 20    | 45 a 49 | 16    |
| 24    | 40 a 44 | 28    |
| 40    | 35 a 39 | 24    |
| 40    | 30 a 34 | 36    |
| 12    | 25 a 29 | 32    |
| 16    | 20 a 24 | 4     |
| 20    | 15 a 19 | 28    |
| 48    | 10 a 14 | 24    |
| 16    | 5 a 9   | 40    |
| 24    | 0 a 4   | 20    |

## Economia

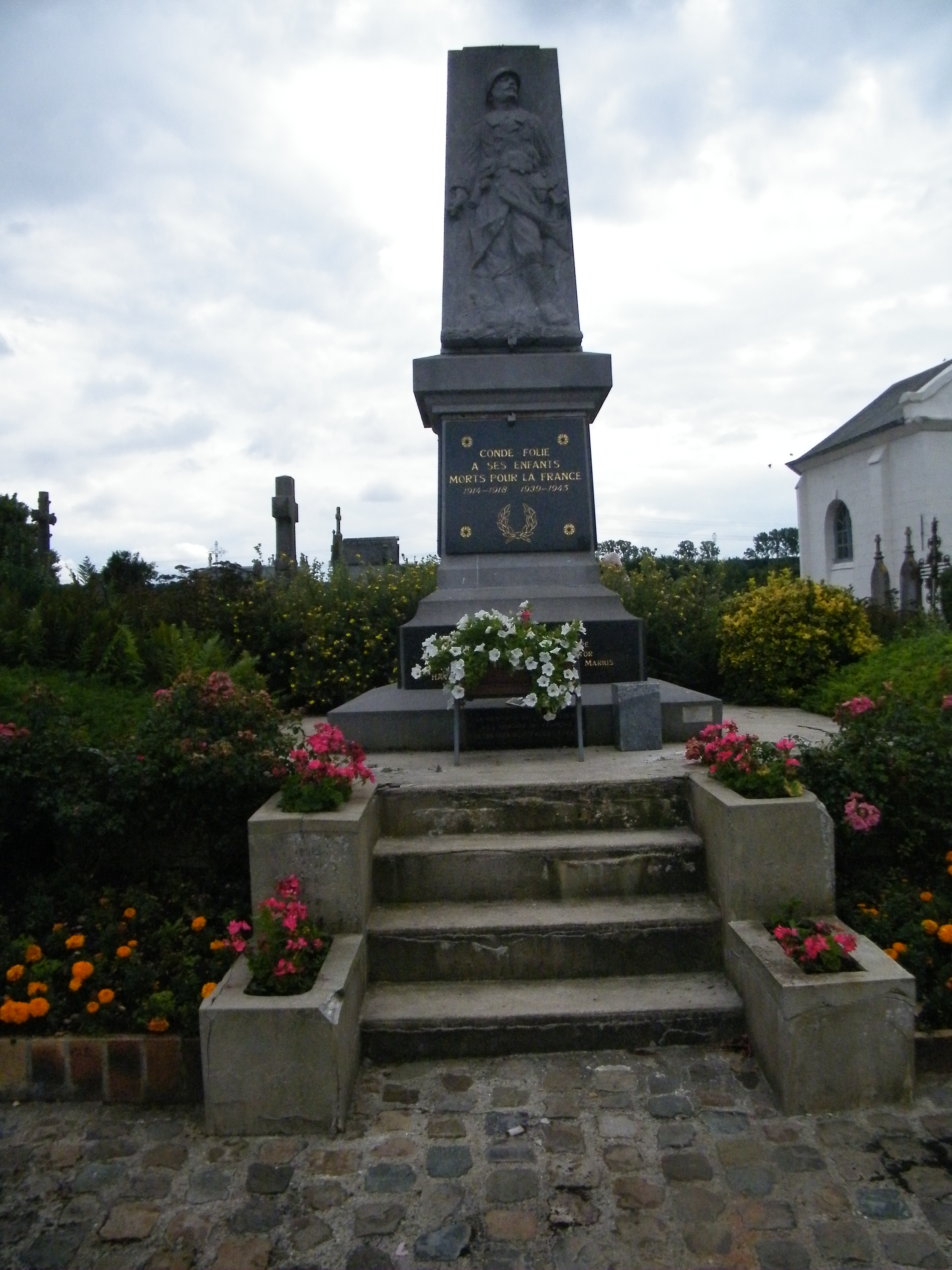

El 2007 la població en edat de treballar era de 525 persones, 364 eren actives i 161 eren inactives. De les 364 persones actives 298 estaven ocupades (176 homes i 122 dones) i 66 estaven aturades (26 homes i 40 dones). De les 161 persones inactives 56 estaven jubilades, 41 estaven estudiant i 64 estaven classificades com a «altres inactius».

### Ingressos

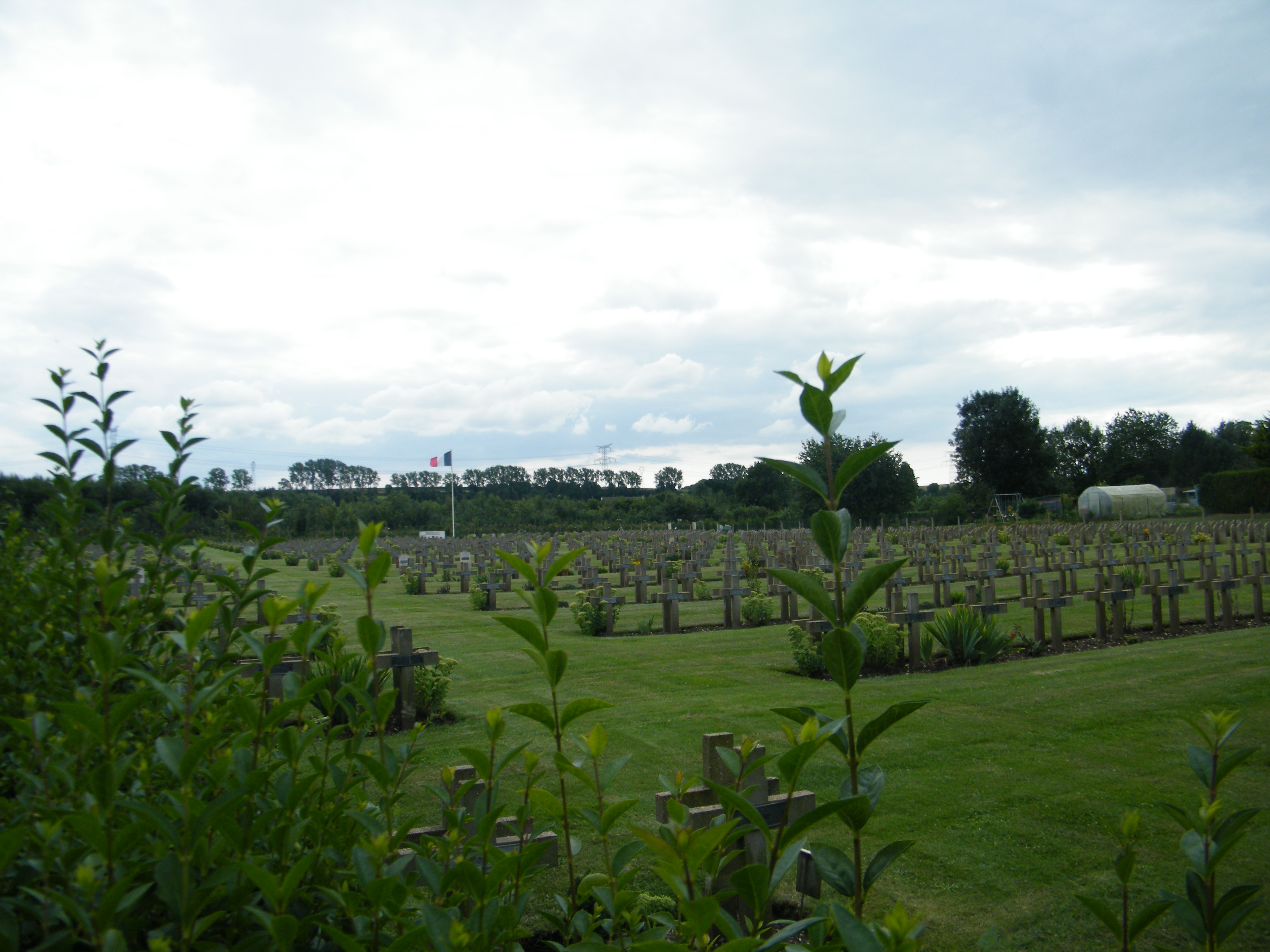

El 2009 a Condé-Folie hi havia 362 unitats fiscals que integraven 893,5 persones, la mediana anual d'ingressos fiscals per persona era de 15.574 €.

### Activitats econòmiques
Dels 22 establiments que hi havia el 2007, 1 era d'una empresa de fabricació d'altres productes industrials, 7 d'empreses de construcció, 3 d'empreses de comerç i reparació d'automòbils, 1 d'una empresa de transport, 3 d'empreses d'hostatgeria i restauració, 1 d'una empresa financera, 2 d'empreses de serveis, 1 d'una entitat de l'administració pública i 3 d'empreses classificades com a «altres activitats de serveis».
Dels 11 establiments de servei als particulars que hi havia el 2009, 1 era una oficina de correu, 1 taller d'inspecció tècnica de vehicles, 2 paletes, 2 fusteries, 2 lampisteries, 1 electricista, 1 perruqueria i 1 restaurant.
L'únic establiment comercial que hi havia el 2009 era una botiga de menys de 120 m².
L'any 2000 a Condé-Folie hi havia 6 explotacions agrícoles.

## Equipaments sanitaris i escolars
El 2009 hi havia una escola elemental.

## Poblacions més properes

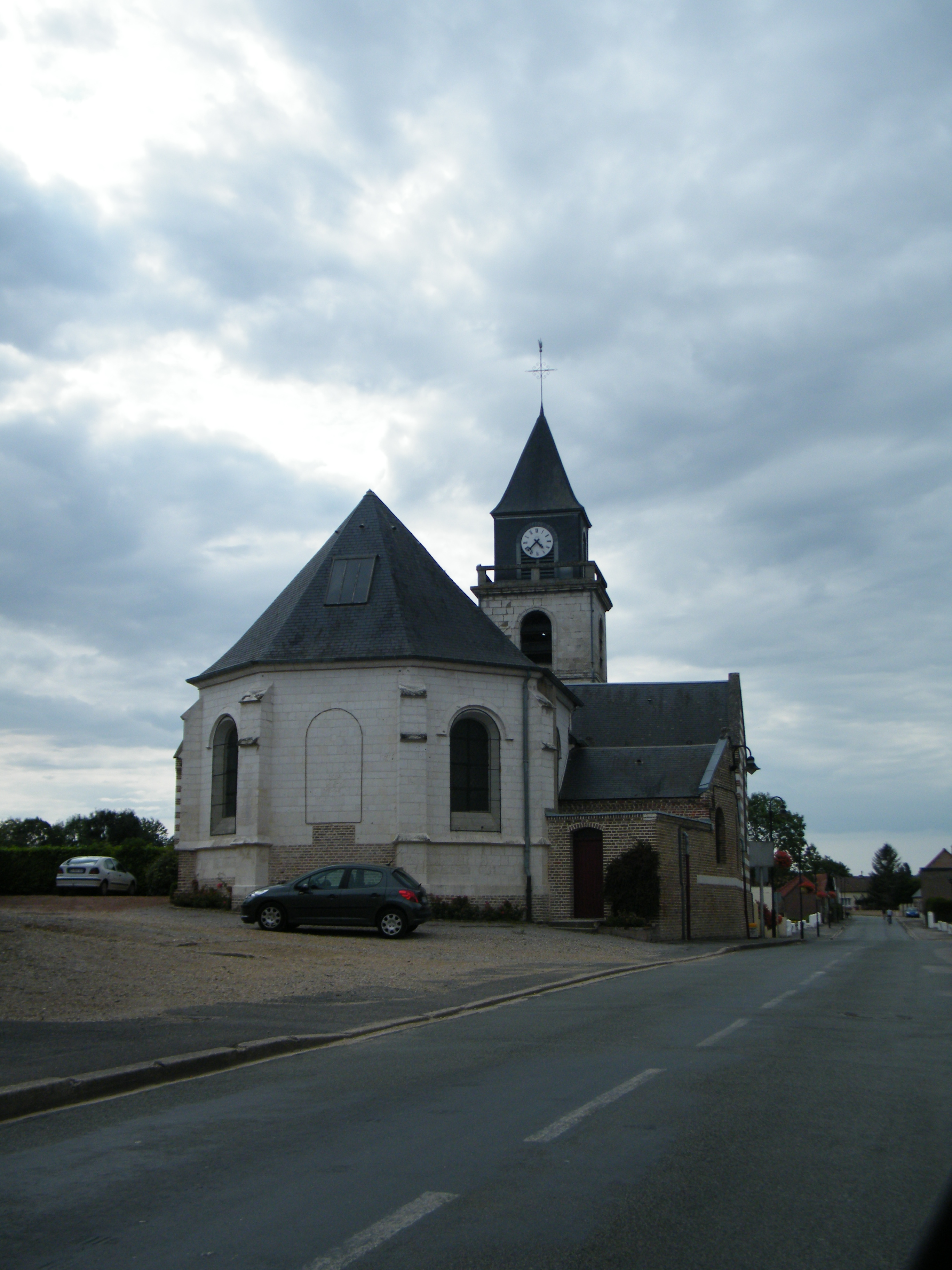

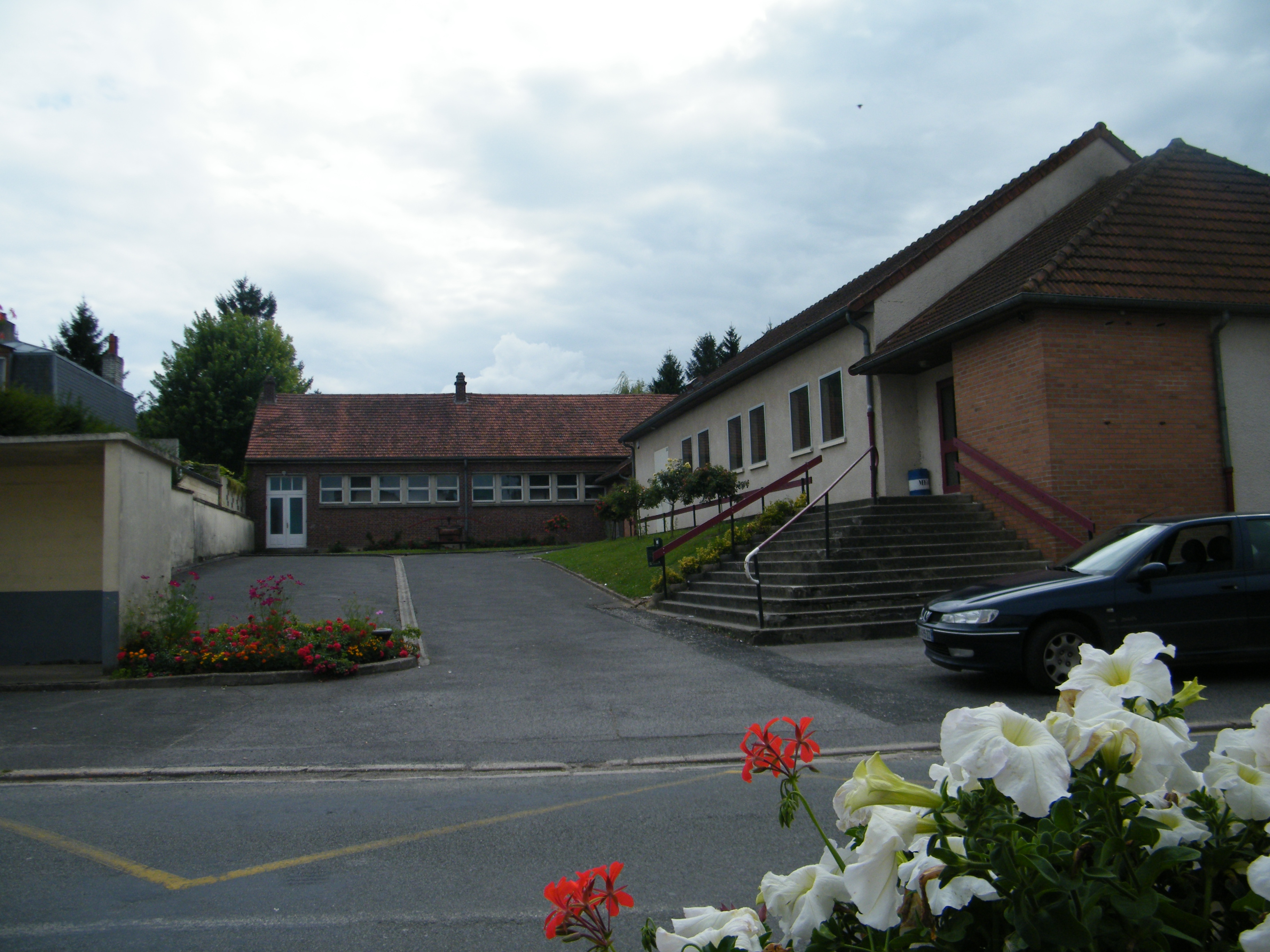

El següent diagrama mostra les poblacions més properes.